# Masters de golf de 2008
Le Masters de golf de 2008 fut concouru entre le 10 et le 13 avril à l'Augusta National Golf Club. Ce fut le 72e tournoi des maîtres, et le premier tournoi majeur de la saison 2008. Trevor Immelman l'a remporté avec un - 8 (280) et est devenu le premier à avoir mené de bout en bout depuis Raymond Floyd en 1976. Tiger Woods a fini trois coups derrière, à - 5 (283) ; le champion en titre, Zach Johnson, vingtième ex aequo, avec + 3 (291).